# 大瑶山隧道群
大瑶山隧道群位于京广高速铁路郴州西-乐昌东区间，湖南-广东两省交界处，自北向南包括大瑶山1号隧道（长10081米）、大瑶山2号隧道（长6027米）、大瑶山3号隧道（长8289米），三隧道之间由北向南由长度为167米及45米的两座桥梁连接，全长24.702公里，于2009年12月26日随武广高铁全线通车启用。

## 历史
京广铁路衡广复线大瑶山隧道（长14295米）于1988年11月通车，将列车通过粤北大瑶山区的时速由40公里提高到115公里，通过时间由1个半小时缩减至20分钟。由于京广铁路长期超负荷运转，加上中国高速铁路于2005年开始启动大规模建设，武广高铁亦于2005年6月23日开工，而武广高铁穿越粤北山区的线路则修筑了3个连续的长大隧道，即为大瑶山隧道群。
大瑶山隧道群建成通车后，高速动车组通过全长24.7公里的隧道群只需约10分钟，极大提高了运输效率，减轻了京广铁路负担。

## 工程特性
中国中铁隧道集团先后克服了大瑶山一号隧道施工中遇到的40多次涌水涌泥困难，避免了8次严重的灾害性突水突泥事故，顺利通过了13条大断层和高压强富水、高地应力等不良地质段；顺利实现了“进场快、筹备快、进度快”的“三快”目标，创下了国内超大断面隧道钻爆法施工单头月掘进284米的新记录，而且全部达到了二衬后不渗不漏的质量要求。